# Frédéric Degeorge
Pour les articles homonymes, voir Degeorge.
Frédéric Degeorge est un homme politique français né le 12 septembre 1797 à Béthune (Pas-de-Calais) et décédé le 22 juillet 1854 à Paris.

## Biographie
Après avoir fait les campagnes de 1814 et 1815, il quitte l'armée sous la Restauration. Étudiant en droit à Paris, il milite dans l'opposition et se retrouve en prison et exclu de l'école de droit en 1820. Membre de la Charbonnerie, mêlé à plusieurs conspirations, il prit part à toutes les tentatives d'insurrections. Il est contraint à l'exil pendant quelque temps. Il rentre en France en 1828 et fonde le journal Le Propagateur. Toujours dans l'opposition sous la Monarchie de Juillet, il fait l'objet de nombreux procès de presse. Il publie à Arras en 1832 un ouvrage intitulé Les Femmes poètes françaises du 19e siècle. 
En 1836, il fonde Le Progrès du Pas-de-Calais, dont il est rédacteur en chef. Commissaire général du gouvernement provisoire dans le Pas-de-Calais en février 1848, il est député du Pas-de-Calais de 1848 à 1849, siégeant à gauche.
Il repose au cimetière d'Arras.

## Œuvres
- E. F., Sentiment d'un citoyen sur les cancers héréditaires, Paris, Chez les marchands de nouveautés, 1921, 8 p. (lire en ligne)
- Frédéric Degeorge, Les femmes poètes françaises du 19e siècle, G. Souquet, 1832 (présentation en ligne, lire en ligne)